# L'enfant prodigue
L'enfant prodigue è un cortometraggio del 1901 diretto da Ferdinand Zecca.

## Trama
Scene religiosa e biblica in 5 dipinti:
1. Il padre condivide la sua proprietà tra i suoi due figli.
2. Il giovane spende le sue proprietà per le feste.
3. Spinto dalla miseria, disputò il suo cibo con i maiali; vedendo nei sogni i suoi genitori infelici che osservano il suo ritorno.
4. Il ritorno del figliol prodigo. Il padre, felice di trovare suo figlio, ordinò di rallegrarsi in suo onore.
5. La festa del vitello. Riconciliazione dei due fratelli.

## Conosciuto anche come
Francia (titolo alternativo): Le fils prodique